# Marc Platt
Marc Edward Platt (Pikesville, 14 april 1957) is een Amerikaans film-, televisie- en theaterproducent en voormalig studiobaas. Hij is de vader van acteur Ben Platt.

## Biografie
Marc Platt werd in 1957 geboren in Pikesville (Maryland), in een conservatief-joodse familie. Zijn vader, Howard Platt, was een schoenenverkoper en zijn moeder, Sue Ellen Sezzin, was een onderwijzeres. Hij heeft een oudere broer en een jongere zus.
Platt studeerde in 1975 af aan Pikesville High School en vier jaar later behaalde hij een diploma aan de Universiteit van Pennsylvania. Nadien volgde hij een rechtenopleiding aan de Universiteit van New York.
Hij is getrouwd met Julie Beren, met wie hij vijf kinderen heeft, waaronder acteur Ben Platt.

## Carrière
Na zijn studies ging Platt in de entertainmentindustrie van New York aan de slag als advocaat. Na een jaar werd hij door de bekende agent Sam Cohn in dienst genomen bij diens talentenbureau ICM. Hij werkte zich op tot theater- en filmproducent. Na een poos verhuisde Platt met zijn echtgenote naar Los Angeles, waar hij vicevoorzitter werd van de productieafdeling van RKO Pictures. Vanaf 1987 bekleedde hij dezelfde functie bij Orion Pictures. Na drie jaar werd hij er gepromoveerd tot voorzitter. De studio was in die dagen de thuishaven van filmmaker Woody Allen en gooide hoge ogen met onder meer Dances with Wolves (1990) en The Silence of the Lambs (1991).
Nadien werd Platt de productievoorzitter van TriStar Pictures (1992–1996) en Universal Studios (1996–1998). In 1998 richtte hij met Marc Platt Productions zijn eigen productiebedrijf op, waarna hij onder meer de Legally Blonde-filmreeks en de HBO-miniserie Empire Falls producete. In de jaren 2000 producete hij ook de succesvolle Broadwaymusical Wicked.
In de jaren 2010 producete Platt bekende films als Scott Pilgrim vs. the World (2010), Drive (2011), Into the Woods (2014), Bridge of Spies (2015) en La La Land (2016). Voor die laatste twee films werd hij telkens genomineerd voor de Oscar voor beste film. De nominatie van La La Land zorgde voor veel commotie, omdat de film door een misverstand even als winnaar werd uitgeroepen.

## Filmografie

### Film
| Jaar | Titel                                 | Rol                |
| ---- | ------------------------------------- | ------------------ |
| 1987 | Campus Man                            | executive producer |
| 2001 | Josie and the Pussycats               | producer           |
| 2001 | Legally Blonde                        | producer           |
| 2003 | Legally Blonde 2: Red, White & Blonde | producer           |
| 2003 | Honey                                 | producer           |
| 2005 | Happy Endings                         | co-producer        |
| 2005 | The Perfect Man                       | producer           |
| 2007 | The Seeker: The Dark Is Rising        | producer           |
| 2008 | Wanted                                | producer           |
| 2008 | Rachel Getting Married                | producer           |
| 2009 | Love and Other Impossible Pursuits    | producer           |
| 2009 | Nine                                  | producer           |
| 2010 | Cop Out                               | producer           |
| 2010 | Scott Pilgrim vs. the World           | producer           |
| 2010 | Charlie St. Cloud                     | producer           |
| 2011 | Drive                                 | producer           |
| 2011 | Honey 2                               | executive producer |
| 2013 | Evidence                              | producer           |
| 2013 | 2 Guns                                | producer           |
| 2014 | Song One                              | producer           |
| 2014 | Winter's Tale                         | producer           |
| 2014 | We'll Never Have Paris                | executive producer |
| 2014 | Lost River                            | producer           |
| 2014 | Mockingbird                           | producer           |
| 2014 | Into the Woods                        | producer           |
| 2014 | Six Dance Lessons in Six Weeks        | executive producer |
| 2015 | Ricki and the Flash                   | producer           |
| 2015 | Bridge of Spies                       | producer           |
| 2016 | La La Land                            | producer           |
| 2016 | The Girl on the Train                 | producer           |
| 2016 | Billy Lynn's Long Halftime Walk       | producer           |
| 2018 | Hotel Artemis                         | producer           |
| 2018 | Nappily Ever After                    | producer           |
| 2018 | Mary Poppins Returns                  | producer           |
| 2019 | Aladdin                               | executive producer |
| 2020 | The Trial of the Chicago 7            | producer           |
| 2021 | Thunder Force                         | producer           |
| 2021 | Cruella                               | producer           |
| 2021 | Dear Evan Hansen                      | producer           |
| 2022 | Better Nate Than Ever                 | producer           |
| 2022 | Babylon                               | producer           |
| 2023 | The Little Mermaid                    | producer           |
| 2025 | How to Train Your Dragon              | producer           |

## Prijzen en nominaties
| Titel                                         | Categorie                    | Uitslag        |
| Academy Awards                                | Academy Awards               | Academy Awards |
| --------------------------------------------- | ---------------------------- | -------------- |
| Bridge of Spies (2015)                        | Beste film                   | Genomineerd    |
| La La Land (2016)                             | Beste film                   | Genomineerd    |
| BAFTA Awards                                  |                              |                |
| Drive (2011)                                  | Beste film                   | Genomineerd    |
| Bridge of Spies (2015)                        | Beste film                   | Genomineerd    |
| La La Land (2016)                             | Beste film                   | Gewonnen       |
| Emmy Awards                                   |                              |                |
| Empire Falls (2005)                           | Beste miniserie              | Genomineerd    |
| Grease Live! (2016)                           | Beste special                | Gewonnen       |
| Jesus Christ Superstar Live in Concert (2018) | Beste variété-special (live) | Gewonnen       |
| Rent: Live (2019)                             | Beste variété-special (live) | Genomineerd    |